# Игнатьев, Никон Васильевич
Никон Васильевич Игнатьев (19 [31] марта 1895 — 4 марта 1941) (по другим данным — 1 апреля 1895 — 6 марта 1941) — горномарийский писатель, поэт, переводчик и драматург, редактор, зачинатель горномарийский литературы. Участник I мировой войны.

## Биография
Никон Игнатьев родился в семье батрака в деревне Чаломкино (ныне Горномарийский район Марий Эл) 19 марта 1895 года. До революции работал батраком, бурлаком на Волге, служил в армии. Учился в школе при Михаило-Архангельском монастыре.
Участник Первой мировой войны, в 1917 году он находился на Турецком фронте на нестроевой службе. В 1918 году оказался на Южном фронте, был рабочим в Царицыне и Астрахани, принял идеи большевиков, вступил в члены ВКП(б). В 1919 году стал работать в первой горномарийской газете «Незерын шамакшы».
С 1920 года жил в Козьмодемьянске, работал редактором газет «Тор» и «Красный труд». Руководил уездным отделением РОСТА, заведовал марийской секцией УИК. В январе 1922 года Н. Игнатьева обвинили в националистической направленности публикуемых статей и исключили из партии. С 1924 года он сотрудник газет «Марийская деревня» и «Кыралшы» (затем «Ленин корны»). Работал в горномарийском филиале Марийского книжного издательства, с 1930 года редактировал журнал «У сем» (затем «Якшар знамя»).
В 1937 году арестован как член контрреволюционной буржуазно-националистической организации, 20 октября 1937 года осуждён на 10 лет лагерей. Умер в заключении в Биробиджанском лагере 4 марта 1941 года. Реабилитирован.
Свои первые произведения Игнатьев написал в 1919 году. Он писал стихи, поэмы и пьесы. Основной тематикой произведений Игнатьева была жизнь марийского народа. Этой теме посвящены его романы «Вурс мардеж» (Стальной ветер), «Савик», «Туан сӓндалык» (Страна родная), а также повести «Комсомол ӹдыр» (Комсомолка) и «Тошты кола» (Старое умирает). Игнатьев впервые перевёл на горномарийский язык ряд произведений А. С. Пушкина, Л. Н. Толстого и М. Горького.
Имя Игнатьева присвоено улице в Козьмодемьянске и Горномарийской районной библиотеке. В деревне Чаломкино открыт его дом-музей. С 1995 года в районе проходят ежегодные Игнатьевские литературные чтения.